# Hillsborough Stadium
Hillsborough Stadium je fotbalový stadion ležící v anglickém městě Sheffield. Své domácí zápasy zde odehrává ligový celek Sheffield Wednesday FC. Byl uveden do provozu 2. září 1899 a nahradil tak předchozí působiště klubu Olive Grove. Má kapacitu 39 732 sedících diváků.
15. dubna 1989 se zde stala jedna z největších tragédií v historii sportu. Při semifinále FA Cupu mezi celky Liverpool FC a Nottingham Forest FC se dostalo do hlediště více diváků, než byla kapacita stadionu a stovky fanoušků byly natlačeny na plot, který odděloval tribunu od hrací plochy. Výsledkem bylo 94 mrtvých fanoušků, 1 zemřel následující den, další fanoušek následkům zranění podlehl 4 roky po tragédii. Celkem tedy zahynulo 96 fanoušků Liverpoolu. Po této tragédii anglická vláda nařídila přehodnocení bezpečnostních opatření na stadionech. Výsledkem toho byla tzv. Taylorova zpráva, po níž došlo na stadionech k odstranění plotů mezi tribunami a hřištěm a všechna místa nyní musí být k sezení. Více se také využívala možnost odložení začátku zápasu, pokud hrozilo, že se na stadion nedostanou včas všichni fanoušci.